# Maucourt (Oise)
Maucourt település Franciaországban, Oise megyében. Lakosainak száma 232 fő (2022. január 1.). Maucourt Caillouël-Crépigny, Beaugies-sous-Bois, Grandrû, Guiscard és Quesmy községekkel határos.

## Népesség
A település népességének változása:
| Lakosok száma | 254  | 254  | 253  | 249  | 246  | 245  | 244  | 242  | 232  |
|               | 2013 | 2015 | 2016 | 2017 | 2018 | 2019 | 2020 | 2021 | 2022 |